# Ембриологија
Ембриологија је грана биологије која проучава морфолошке и функционалне особине најранијих ступњева индивидуалног развића почев од оплођења па све до напуштања ембрионалних омотача, односно, до лежења или порођаја.
Хумана ембриологија се бави изучавањем настанка и развића човека од оплођења до рођења особе, што представља дуготрајан и сложен процес трансформације једне ћелије, оплођене јајне ћелије, у сложен вишећелијски организам.
Онтогенетско развиће биљака обухвата низ узастипних фаза које се смењују, од оплођења јајне ћелије па све до смрти јединке. Развиће биљака може се поделити на два стадијума:
1. вегетативни
2. репродуктивни.